# Binnenwanderung
Als Binnenwanderung oder Binnenmigration bezeichnet man die Migration innerhalb einer festgelegten Region, etwa eines Staates oder einer politischen Verwaltungsgliederung. Die Binnenmigration unterscheidet sich also von der transnationalen Migration dadurch, dass in der Regel keine Staatsgrenzen überschritten werden. In die EU betreffenden Kontexten wird jedoch inzwischen auch bei Staatsgrenzen überschreitenden Wanderungen innerhalb der EU von Binnenmigration gesprochen. Dementsprechend ist dieser Begriff nur unscharf definiert, weil sowohl die Migration innerhalb einer kleinen Region oder einem Gliedstaat als auch die Wanderung in einem sehr großen Staat, einer supranationalen Organisation oder einem Staatenverbund als Binnenmigration benannt werden kann.
Das Binnenwanderungssaldo, auch Binnenwanderungsbilanz genannt, ist die Differenz von Zuzügen und Fortzügen in einem bestimmten Gebiet innerhalb eines bestimmten Zeitraums, wobei die Ausländermigration dabei nicht berücksichtigt wird.

## Geschichte
Mit Beginn der 1890er Jahre wanderten vornehmlich Bewohner der nordöstlichen Provinzen Preußens (Ostpreußen, Westpreußen, Posen) und aus Mecklenburg in die Hansestädte und nach Berlin, zum weit überwiegenden Teil aber in die preußischen Industrieprovinzen Rheinland und Westfalen aus.
Im Gegensatz zur Landflucht des 19. Jahrhunderts (vom Land in die Stadt) kam es nach dem Mauerfall 1989 zu einer Binnenwanderung vom Osten in den industriellen Westen und vom Westen in den Osten. Die Ost-West-Wanderung überstieg die West-Ost-Wanderung, sodass die Einwohnerzahl der neuen Bundesländer insgesamt kleiner geworden ist.
Im gesamten Bundesgebiet gab es, wie in vielen anderen Industriestaaten, lange eine Stadtflucht (von der Stadt aufs Land).

## EU-Binnenmigration
Als EU-Binnenmigration bezeichnet man die Zu- und Abwanderung von Unionsbürgern und ihrer Familienangehörigen. Die Europäische Union ist ein Raum ohne Binnengrenzen (Binnenmarkt, Art. 14 EU-Vertrag) mit dem Verfassungs- und Grundrecht der Freizügigkeit für alle Unionsbürgerinnen und -bürger ist (Art. 18 EU-Vertrag, Art. 45 Charta der Grundrechte der EU 2009).
Der Europäische Rat und die Europäische Kommission unterstützen Bestrebungen zur Erleichterung der europäischen Binnenmigration, insbesondere der beruflichen Migration. Zu den zentralen Themen gehören rechtliche Voraussetzungen für eine verbesserte Mobilität der in Bildung, Forschung und Innovation tätigen Personen, die gegenseitige Anerkennung von Qualifikationen, die Übertragbarkeit von Rentenansprüchen und Sozialschutzansprüchen im Allgemeinen und die Einführung der Europäischen Krankenversicherungskarte. Weitere Themenbereiche sind Schulpartnerschaften und der schulische Fremdsprachenunterricht. Die Rechtsprechung des Europäischen Gerichtshofs (EuGH) hat Begriff und Recht der EU-Binnenmigration durch viele Urteile vertieft.
Europarechtlich strittig ist das österreichische Konzept der Regierungsparteien SPÖ und ÖVP für einen „Beschäftigungsbonus“, das vorsieht 50 Prozent der Lohnnebenkosten eines neuen Arbeitsplatzes zu erstatten, sofern die neu angestellte Person beim AMS arbeitslos gemeldet oder Abgänger einer österreichischen Bildungseinrichtung ist oder aber bereits in Österreich beschäftigt war oder über eine Rot-Weiß-Rot-Karte beschäftigt wird. Dieses Konzept wird als indirekte Diskriminierung von EU-Ausländern kritisiert.
Die Verordnung (EWG) Nr. 1408/71 sieht diskriminierungsfreien Zugang von EU-Ausländern zu den nationalen Sozialversicherungssystemen vor; allerdings haben EU-Bürger erst nach mehreren Monaten Anspruch auf Sozialleistungen (siehe hierzu auch: Sozialversicherung#Koordinierung der Sozialversicherungsleistungen innerhalb der EU; zu Sozialleistungen siehe Unionsbürgerschaft#Sozialleistungen). Viele wohnungslose EU-Bürger in Deutschland leben in besonders prekärer Lebenslage, da sie keinerlei Anspruch auf soziale Unterstützung haben – auch nicht auf Zugang zu Notunterkünften oder Gesundheitsversorgung –, weil von der Möglichkeit der Selbsthilfe durch Rückreise ausgegangen wird. Laut der Rechtssprechung ist für den Ausschluss allerdings eine Einzelfallprüfung erforderlich, und Behörden sind verpflichtet, „unfreiwillig obdachlose“ EU-Bürger in einer akuten Notlage für einen angemessenen Zeitraum bis zur Klärung etwaiger sozialrechtlicher Ansprüche ordnungsrechtlich unterzubringen.
Ende 2012 lebten insgesamt 14,1 Millionen EU-Bürger für ein Jahr oder länger in einem anderen Mitgliedstaat als ihrem Herkunftsstaat.
Die EU-Kommission stellte im Januar 2017 einen Dienstleistungspakt vor, der u. a. Regelungen zu einer „Elektronischen Dienstleistungskarte“ (E-Card) beinhalten sollte. Damit sollte es Unternehmen und Freiberuflern möglich sein, mit geringerem bürokratischen Aufwand grenzüberschreitend Dienstleistungen zu erbringen. Kritiker befürchten, damit drohe eine faktische Einführung des Herkunftslandprinzips; Handwerkerverbände äußerten die Befürchtung, eine solche Deregulierung fördere Sozialdumping. Die Ausschüsse des Europaparlaments lehnten die Pläne für eine Dienstleistungskarte im April 2018 ab.
Siehe auch:  Richtlinie 2006/123/EG über Dienstleistungen im Binnenmarkt zu grenzüberschreitenden Dienstleistungen und zur Entsendung innerhalb der EU.
Siehe auch:  Willkommens- und Anerkennungskultur#Zugewanderte aus Staaten der Europäischen Union sowie Bildungsmigration und Altersmigration innerhalb der EU zur Migration innerhalb der EU.
Begeben sich Geflüchtete aus einem EU-Mitgliedsstaat in einen anderen, spricht man hingegen von Sekundärmigration (siehe hierzu auch: Transitmigration).

## Deutschland
Jährlich gibt es etwa 3,5 bis 4 Millionen Menschen, die ihren Wohnsitz innerhalb der Grenzen Deutschlands, aber über eine Gemeindegrenze hinaus verlegen. Junge Menschen wandern überwiegend in die Städte, junge Familien und Ältere vor allem aus den Städten hinaus ins städtische Umland oder in ländliche Gebiete.
Laut Auswertungen von Die Zeit von Daten des Statistischen Bundesamtes zu allen Umzügen zwischen Landkreisen und kreisfreien Städten in Deutschland zogen zwischen 1991 und 2017 insgesamt über 3,6 Millionen Menschen aus den neuen Bundesländern in die alten Bundesländer, und über 2,4 Millionen Menschen zogen in die Gegenrichtung. Zudem verließen allein 1989 und 1990 etwa 800.000 Menschen den Osten. Erstmals im Jahr 2017 war die Zahl derer, die von West nach Ost wanderten, größer als in die umgekehrte Richtung.
Über die Grenzen der Bundesländer hinaus wanderten in Deutschland im Jahr 2008 etwa 1,1 Millionen Menschen. Sieben Bundesländer – die drei Stadtstaaten, Bayern, Baden-Württemberg, Hessen und Schleswig-Holstein – waren Nettoeinwanderungsländer, die neun anderen Bundesländer waren Nettoauswanderungsländer. Die meisten Einwohner verlor mit 153.026 NRW, während Sachsen-Anhalt mit 17.268 den größten Nettoschwund zu verzeichnen hatte. Die meisten Zuzüge hatte mit 141.863 NRW zu verzeichnen, den größten Nettozuwachs Bayern mit 26.151 Zugewanderten.
2003 hatten acht Bundesländer einen positiven Saldo. Den stärksten Nettozuzug hatte Bayern mit 34.212 Menschen zu verzeichnen, während Niedersachsen den stärksten Nettorückgang mit 50.790 Menschen zu verzeichnen hatte. Insgesamt wanderten im Jahr 2003 etwa 11.000 Menschen mehr über die Grenzen der Bundesländer.
Im Jahr 2020 wurden laut dem Bundesamt für Statistik 1.032.000 Wanderungen über die Bundeslandgrenzen registriert.
| Bundesland             | Zuzüge 2008 | Veränderung gegenüber 2003 in % | Fortzüge 2008 | Veränderung gegenüber 2003 in % | Überschuss 2008 | Überschuss 2003 |
| Baden-Württemberg      | 128.456     | −2,07                           | 115.616       | 10,90                           | + 12.840        | + 26.926        |
| Bayern                 | 133.438     | 0,02                            | 107.287       | 8,16                            | + 26.151        | + 34.212        |
| Berlin                 | 86.903      | 15,82                           | 73.945        | −9,91                           | + 12.958        | −7.043          |
| Brandenburg            | 51.882      | −10,17                          | 55.984        | −3,90                           | −4.102          | −498            |
| Bremen                 | 22.595      | 1,35                            | 22.373        | 3,47                            | + 222           | + 673           |
| Hamburg                | 64.345      | 11,48                           | 53.147        | 1,39                            | + 11.198        | + 5.302         |
| Hessen                 | 95.672      | 6,36                            | 90.905        | 6,33                            | + 4.767         | + 4.458         |
| Mecklenburg-Vorpommern | 24.619      | −4,67                           | 35.191        | −0,84                           | −10.572         | −9.664          |
| Niedersachsen          | 117.048     | −4,32                           | 122.335       | −29,34                          | −5.287          | −50.790         |
| Nordrhein-Westfalen    | 141.863     | −8,80                           | 153.026       | 10,94                           | −11.163         | + 17.628        |
| Rheinland-Pfalz        | 64.125      | −4,33                           | 68.271        | 16,68                           | −4.146          | + 8.515         |
| Saarland               | 11.358      | 3,87                            | 13.096        | 19,72                           | −1.738          | −4              |
| Sachsen                | 46.672      | 0,88                            | 57.253        | −4,40                           | −10.581         | −13.626         |
| Sachsen-Anhalt         | 27.023      | −11,30                          | 44.291        | −4,73                           | −17.268         | −16.022         |
| Schleswig-Holstein     | 61.070      | −1,84                           | 52.477        | 2,02                            | + 8.593         | + 10.780        |
| Thüringen              | 26.815      | −0,28                           | 38.668        | 2,47                            | −11.853         | −10.844         |
| Gesamt                 | 1.103.884   | −0,98                           | 1.103.865     | −0,99                           | + 19            | + 3             |

Quelle: Destatis

## Schweiz
Die Geschichte der Binnenwanderung in der Schweiz zwischen 1945 und 2000 war von verschiedenen Entwicklungen und Trends geprägt. In den Jahrzehnten nach dem Zweiten Weltkrieg erlebte die Schweiz ein starkes Wirtschaftswachstum. Dies führte zu einer verstärkten Binnenmigration, vor allem aus ländlichen Gebieten in die wirtschaftlich prosperierenden Städte und Agglomerationen. Viele Menschen zogen auf der Suche nach Arbeit und besseren Lebensbedingungen in die urbanen Zentren. Ein wichtiger Faktor für die zunehmende Binnenmigration war die Bildungsexpansion ab den 1960er Jahren. Der Anteil der Bevölkerung mit Tertiärabschluss stieg von 12 % auf 36 %. Da Hochqualifizierte in der Regel mobiler sind, führte dies zu verstärkten Wanderungsbewegungen zwischen den Kantonen, insbesondere im erwerbsfähigen Alter zwischen 25 und 64 Jahren.
Im Laufe der Jahrzehnte haben sich die gegenläufigen Zu- und Abwanderungsströme auf kantonaler Ebene zunehmend ausgeglichen. Dies hatte zur Folge, dass die Binnenwanderung in den meisten Regionen, mit Ausnahme der Berggebiete, keinen wesentlichen demografischen Wachstums- oder Schrumpfungsfaktor mehr darstellte.
1999 fand im Museum für Gestaltung in Zürich eine Ausstellung statt, die die Binnenwanderung in der Schweiz ebenso thematisierte wie die Zuwanderung aus dem Ausland. Es war eine der ersten Ausstellungen in Europa, die Einwanderung und Binnenwanderung aus der Sicht der Betroffenen darstellte.

## Binnenmigration junger Menschen
In Deutschland ziehen 20- bis 35-Jährige überdurchschnittlich häufig in Großstädte, die gegenüber dem Landesdurchschnitt einen über 20 % erhöhten Anteil in dieser Altersgruppe haben. Ausgenommen Süddeutschland sowie einige Landkreise mit einer hohen Geburtenrate (z. B. Cloppenburg und Emsland) verzeichnen fast alle ländlichen Regionen Wanderungsverluste bei jungen Erwachsenen.

Anteil der 20- bis 35-Jährigen an der Kreisbevölkerung, Stand 21. Dezember 2011
Index: Deutschland = 100
unter 95
95 bis unter 120
120 und mehr

## Mögliche Gründe
- Bessere Arbeitsbedingungen, mehr Lohn im Zuzugsgebiet
- Bessere Wohnverhältnisse, billigere Wohnungen
- Bessere Infrastruktur
- Bessere Bildungsmöglichkeiten
- Größere Anonymität
- Flucht vor Krieg